# Christa Miller
Christa Miller (* 28. Mai 1964 in New York City, New York) ist eine US-amerikanische Schauspielerin und Ex-Fotomodell.

## Leben und Karriere
Christa Miller, Tochter des Fotomodells Bonnie Trompeter, machte ihre ersten Schritte im Showgeschäft schon als Kleinkind als Fotomodell von Francesco Scavullo. Eines ihrer Bilder kann man auf einem Cover des Magazins Redbook sehen. Sie wollte schon früh Schauspielerin werden, konnte diesen Traum jedoch wegen anderer Pläne ihrer Eltern mit ihr nicht umsetzen. Ihr Vater hoffte für sie auf eine Karriere als Anwältin und ihre Mutter wusste als früheres Topmodell selbst nur zu gut, wie hart ein Beruf im Showgeschäft sein konnte. Miller wurde auf eine Klosterschule geschickt. Trotz allem entschloss sie sich für eine Karriere als Modell und war in verschiedenen Magazinen, unter anderem auf dem Cover der ersten Maxim zu sehen. Ihre Arbeit führte sie auch bis nach Europa und Japan.
Mit 16 drehte Miller ihren ersten Werbespot für Polaroid. Ihre erste Rolle spielte sie 1985 als Gast in der Fernsehserie Kate & Allie. Für diese Rolle hatte sie selbst vorgesprochen und diese ohne Hilfe ihrer Tante Susan Saint James erhalten, die die Hauptrolle in der Serie spielte. 1990 zog Miller nach Los Angeles. Zunächst trat sie in Gastrollen in Fernsehserien wie Ausgerechnet Alaska, Seinfeld, Der Prinz von Bel-Air und Party of Five auf. Filmauftritte hatte Miller zumeist nur in Fernsehfilmen wie Stepfather III – Vatertag oder Andromeda – Tödlicher Staub aus dem All.
1995 bekam sie als Kate eine Rolle in der neuen Sitcom Drew Carey Show und schaffte hier ihren Durchbruch. 1999 heiratete sie den Fernsehproduzenten Bill Lawrence. Nachdem sie 2002 die Drew Carey Show verlassen hatte, trat sie als regulärer Gaststar häufig in Scrubs – Die Anfänger, einer Produktion ihres Mannes, auf. Mit Lawrence hat sie drei Kinder (* 2000, 2003 und 2006). Ihre letzten beiden Schwangerschaften flossen in ihre Rolle der Jordan Sullivan in Scrubs ein. Für ihre Rolle in Scrubs wurde Miller 2003 und 2004 als „Beste Nebendarstellerin in einer Serie (Komödie/Musical) (Best Performance by an Actress in a Supporting Role in a Series, Comedy or Musical)“ für einen Satellite Award nominiert.
Von 2009 bis 2015 war Miller in der Rolle der Ellie Torres in der Comedy-Serie Cougar Town zu sehen, die ebenfalls von ihrem Mann produziert wurde.

## Filmografie (Auswahl)
- 1992: Stepfather III – Vatertag (Stepfather III, Fernsehfilm)
- 1993, 1995: Seinfeld (Fernsehserie, 2 Episoden)
- 1994: Der Prinz von Bel-Air (Fernsehserie, Staffel 4, Episode 15)
- 1994: Tod eines Cheerleaders (A Friend To Die For, Fernsehfilm)
- 1995–2002: Drew Carey Show (The Drew Carey Show, 170 Episoden)
- 2000: The Operator (Film)
- 2001–2010: Scrubs – Die Anfänger (Scrubs, 89 Episoden)
- 2008: Andromeda – Tödlicher Staub aus dem All (The Andromeda Strain, Fernsehfilm)
- 2009: CSI: Miami (Fernsehserie, Staffel 7, Episode 17)
- 2009–2015: Cougar Town (102 Episoden)
- 2015: Hot Air
- 2015: Undateable (Fernsehserie, 3 Episoden)
- 2016: Hot Air
- 2018: Breaking In
- 2019: Whiskey Cavalier (Fernsehserie, Staffel 1, Episode 12)
- 2021: Head of the Class (Fernsehserie, 5 Episoden)
- seit 2023: Shrinking (Fernsehserie)

## Belege
1. ↑  The Daily Show with Trevor Noah | Comedy Central. Archiviert vom Original (nicht mehr online verfügbar) am 18. August 2015; abgerufen am 26. Mai 2021 (englisch).  Info: Der Archivlink wurde automatisch eingesetzt und noch nicht geprüft. Bitte prüfe Original- und Archivlink gemäß Anleitung und entferne dann diesen Hinweis.

| Personendaten    | Personendaten                                     |
| ---------------- | ------------------------------------------------- |
| NAME             | Miller, Christa                                   |
| KURZBESCHREIBUNG | US-amerikanische Schauspielerin und Ex-Fotomodell |
| GEBURTSDATUM     | 28. Mai 1964                                      |
| GEBURTSORT       | New York City, New York                           |